# زاکلادوس
زاکلادوس (نام علمی: Zacladus) نام یک سرده از تیره سوسکچه‌های خرطوم‌دار است.